# Parlavà
Parlavà és un municipi de la comarca del Baix Empordà.

## Geografia
- Llista de topònims de Parlavà (Orografia: muntanyes, serres, collades, indrets..; hidrografia: rius, fonts...; edificis: cases, masies, esglésies, etc).

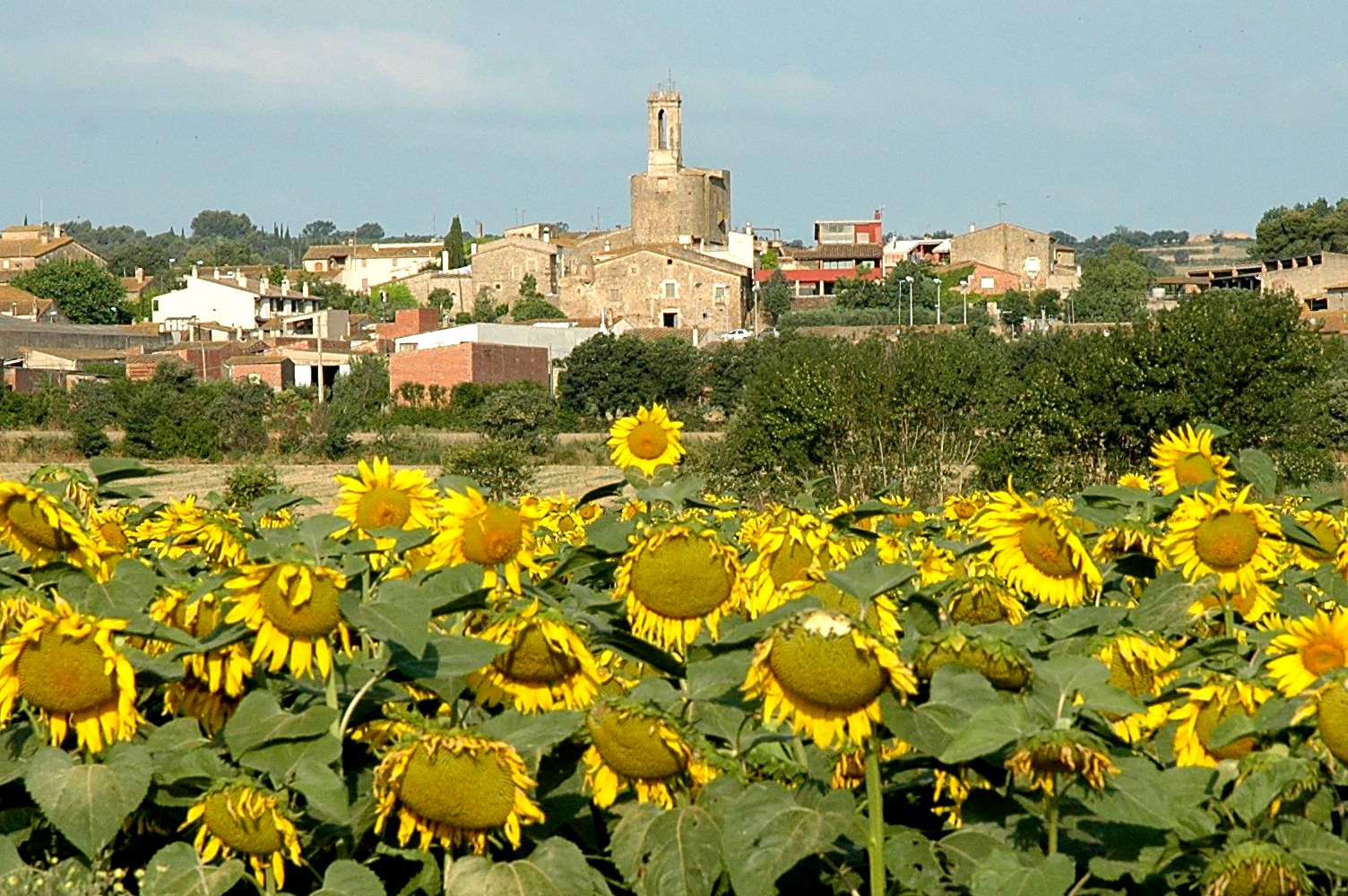
Parlavà des d'un camp de gira-sols de llevant

Se situa al peu d'el Montori (82,3 m), formant una plana regada pels rius Ter i Daró; aquest darrer travessa el municipi de sud a nord en el sector oriental. A la part occidental, altres petits turons de formes suaus, com els del pla dels Moros, fan el paisatge desigual.
Des del cim del Montori, però també des del poble mateix o des de la rodalia més immediata, s'albira un panorama magnífic sobre la plana baix-empordanesa, des de les Gavarres a Montgrí, amb la mar al fons.
Dins del terme hi han dues planes conreades, les Mascarades i els Estanyols, que forma part del Pla de Parlavà.
Uns 341 habitants (any 2005) viuen en una estructura urbana no gaire clara: tan sols a l'entorn de l'església hi ha una agrupació d'edificis distribuïts en carrerons estrets i curts, que semblarien assenyalar un antic recinte murat del qual no en resta cap vestigi. Fora d'aquest nucli el poble s'allarga vers llevant i tramuntana en petits veïnats poc definits. Destaquen els veïnats de la Rutlla i de Matabou. El municipi també compren la població de Fonolleres.

## Història
Al cim del Montori, s'ha assenyalat l'existència d'un jaciment iberoromà.

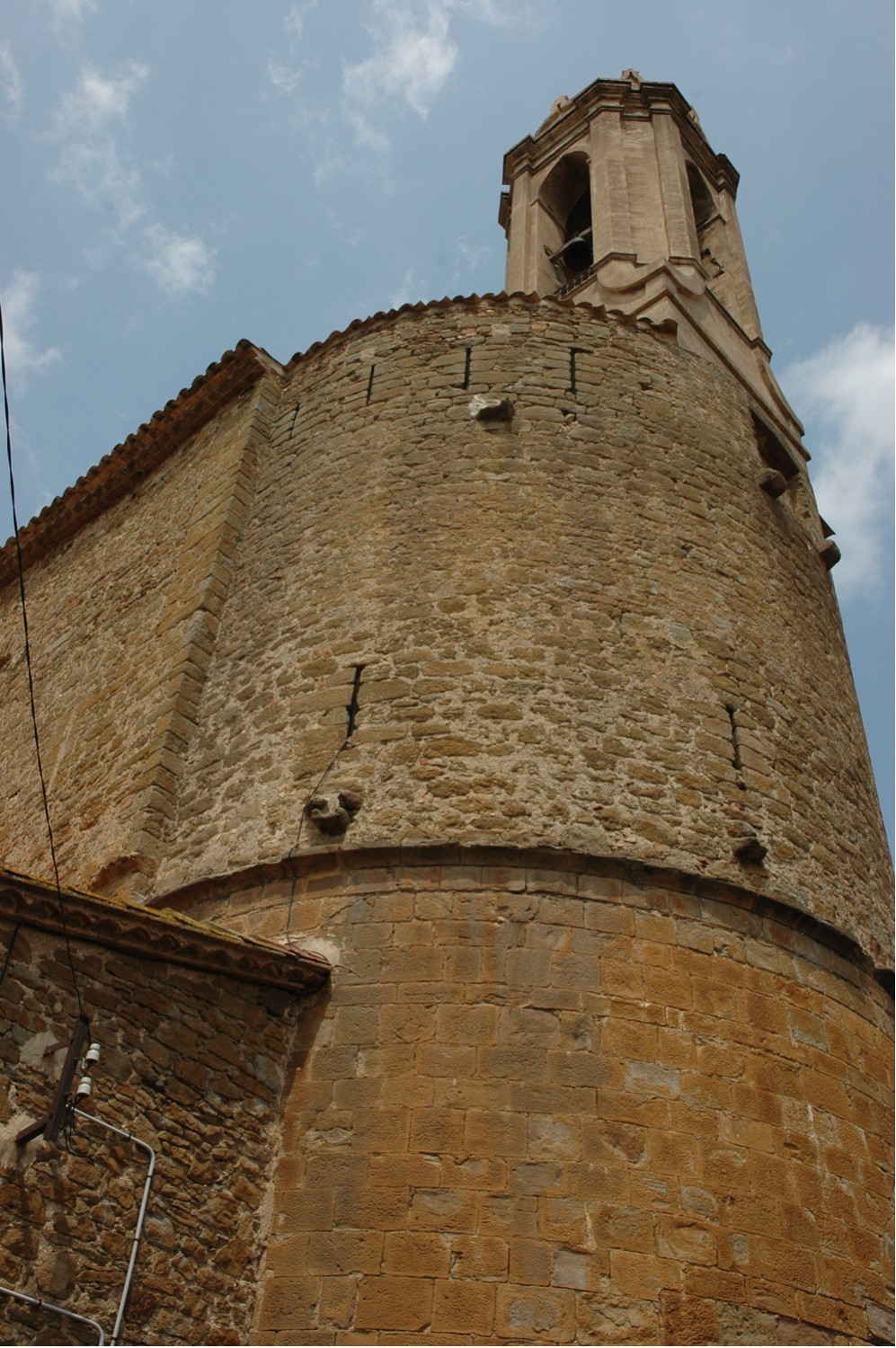
Detall de l'absis fortificat de l'església de Sant Feliu

L'origen del seu nom en la documentació antiga seria Palatio Rabano (segle x), compost de Palau i l'antropònim medieval Hraban, d'origen germànic. També s'ha trobat documentació on s'anomena Palatio Rabani i Palatio Rafano. Així, en una compilació de donacions atorgades el 1018 per dur a terme la canongia de la seu de Girona, s'hi esmenta la parròquia de Sancti Felicis de Palatio Rabani. En un apartat de la donació que en fa Ermessenda junt amb el seu fill Berenguer Ramon, s'hi esmenta Sancti Felicis de Palatio Rafano.
L'any 1314 passa a formar part del terme del castell de Rupià, castell aleshores posseït pels bisbes de Girona. La seva dependència va durar molts segles, car també es té constància que en el segle xvii, conjuntament amb Ultramort, formava part d'una batllia encapçalada per Rupià. Així, un exemple de la unió la trobem el 28 de febrer de 1554 quan el procurador general del bisbe nomena Benet Micalet batlle de Parlavà i Ultramort.
En un document del 7 de gener de 1385 adreçat al capità del castell de Rupià, Ramon de Torroella, el bisbe de Girona li manà informar sobre la possibilitat de fortificar l'església de Parlavà, per tant possiblement fou en aquesta època en què es dugueren a terme les obres de fortificació.
La població de Parlavà es mantingué amb escasses alteracions des del segle xvi fins a la primera meitat del segle xix en què es produeix un fort creixement fins a arribar al cens del 1860 a tenir 547 h, el més elevat que mai hagi tingut.
La crisi agrària i l'inici de l'atracció dels centres industrials, frenà aquest creixement fins a arribar a només 372 h el 1877. A partir d'aquí s'inicia una lenta, però continuada, recuperació, que perdura fins a la meitat del segle xx, arribant a 430 h l'any 1950. Tornant aleshores a produir-se una lent descens per estabilitzar-se al voltant de 340 h des de l'any 1990.

## Llocs d'interès

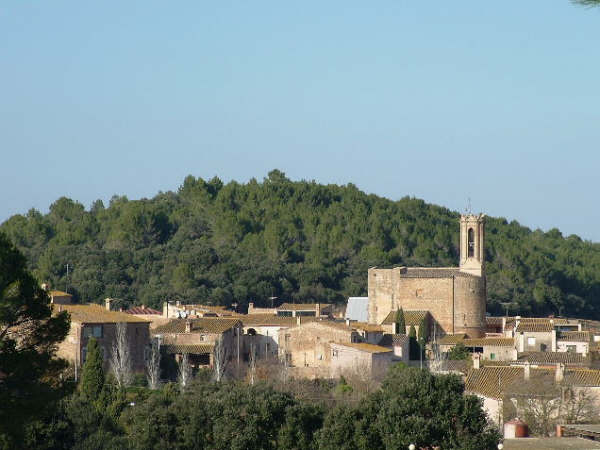
Parlavà amb el Montori al darrere

L'església romànica de Sant Feliu de Parlavà corona la silueta del municipi. Des del punt de vista arquitectònic, també són particularment interessants algunes masies distribuïdes pel nucli.

### Els masos de Parlavà
Es conserven uns quants masos dels segles xvi al xviii, conjunt que és un dels més notables de la comarca.
- Cal Corder (XVI-XVII): Masia de grans dimensions. A les llindes de les finestres hi ha llargues inscripcions de caràcter devot en llatí. A la façana de ponent es conserva una finestra renaixentista decorada. El ràfec de teulada està decorat i, a l'interior, hi ha espaioses estances a la planta noble, amb voltes en forma de mitja lluna.
- Can Bronsoms (XVI): Casal amb una elegant façana gòtic-renaixentista que conté un portal adovellat, una finestra geminada que no conserva el mainell i una altra d'arc conopial.
- Mas Cros (XVI): Conté un portal adovellat i un magnífic finestral d'arc conopial decorat amb arabescs i relleus, amb les testes d'un cavaller i una dama a les impostes. Algunes finestres interiors tenen ornamentació.
- Mas Majora (XVI-XVII): Amb un gran portal adovellat, i finestres gòtic-renaixentistes, algunes amb decoracions florals.
- Mas Puig (XVII-XVIII): Mas fortificat amb una torreta cilíndrica, amb coberta cònica coronada per un penell forjat. Al portal conserva l'escut.
- Mas Solers (XVII-XVIII): També té una elegant garita amb penell. A les cartel·les que la sostenen hi ha esculpit en relleu, entre altres detalls, la representació del sol, tema que es repeteix a la llinda d'una finestra i que al·ludeix al cognom de la família.

## Activitats econòmiques

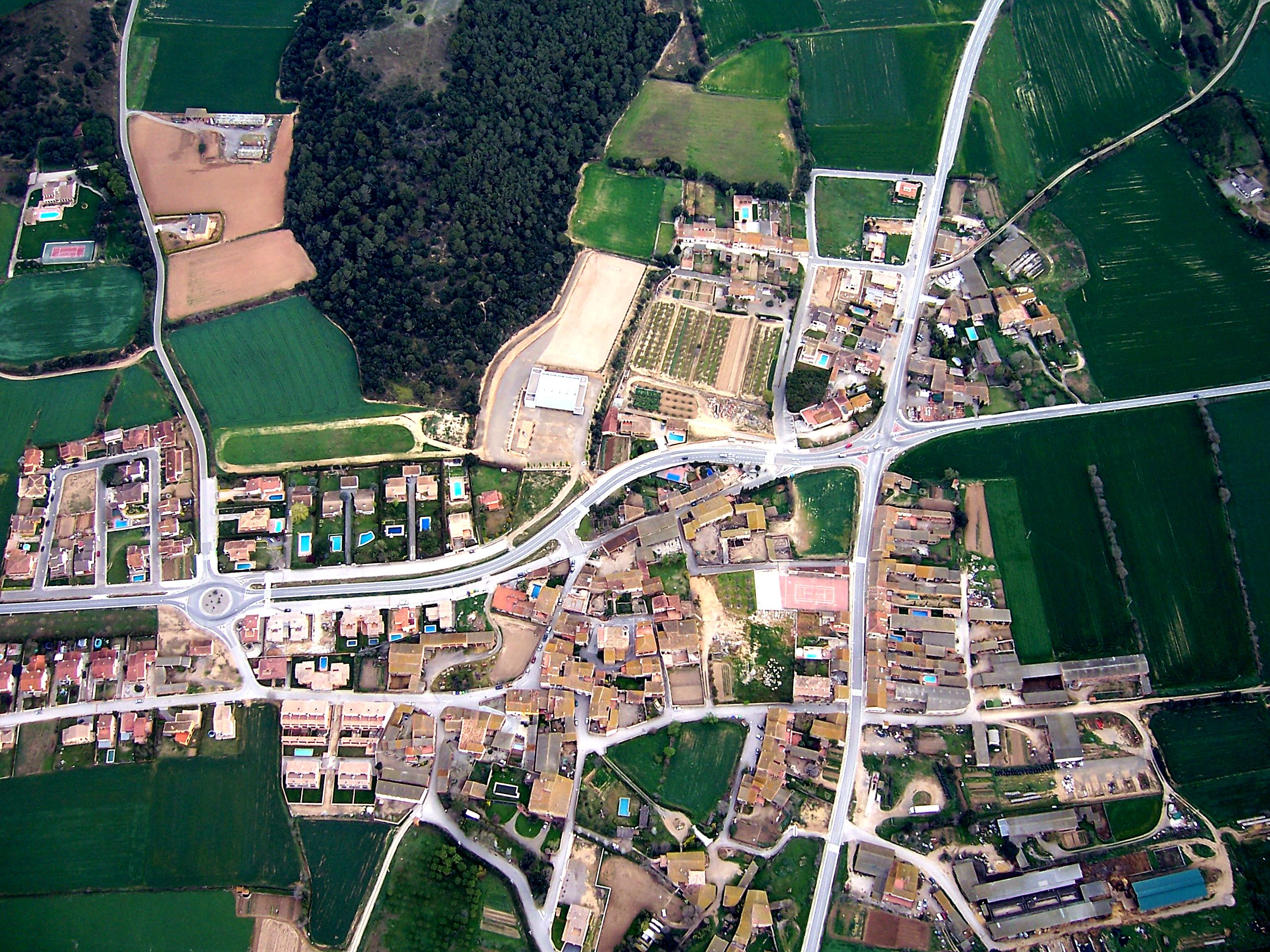
Parlavà des d'un globus

El terme és gairebé tot conreat, sobretot amb cereals, blat de moro i farratge, i arbres fruiters (pomeres) a la zona de regadiu. Coexisteixen amb la cria de bestiar, boví, porcí i aviram. També trobem petita indústria ramadera secundària (formatges), i petites empreses de la construcció.

## Comunicacions
Dues carreteres travessen el poble de nord (Figueres) a sud (La Bisbal d'Empordà) i d'est (Torroella de Montgrí) a oest (Girona).

## Demografia
| Entitat de població | Habitants (2023) |
| Parlavà             | 354              |
| Fonolleres          | 62               |
| Font: Idescat       |                  |

| 1497 f | 1515 f | 1553 f | 1717 | 1787 | 1857 | 1877 | 1887 | 1900 | 1910 |
| ------ | ------ | ------ | ---- | ---- | ---- | ---- | ---- | ---- | ---- |
| 53     | 30     | 50     | 227  | 273  | 553  | 372  | 381  | 417  | 443  |

| 1920 | 1930 | 1940 | 1950 | 1960 | 1970 | 1981 | 1990 | 1992 | 1994 |
| ---- | ---- | ---- | ---- | ---- | ---- | ---- | ---- | ---- | ---- |
| 445  | 436  | 436  | 430  | 408  | 393  | 357  | 342  | 334  | 334  |

| 1996 | 1998 | 2000 | 2002 | 2004 | 2006 | 2008 | 2010 | 2012 | 2014 |
| ---- | ---- | ---- | ---- | ---- | ---- | ---- | ---- | ---- | ---- |
| 337  | 328  | 330  | 358  | 349  | 352  | 383  | 402  | 386  | 410  |

| 2016 | 2018 | 2020 | 2022 | 2024 | 2026 | 2028 | 2030 | 2032 | 2034 |
| ---- | ---- | ---- | ---- | ---- | ---- | ---- | ---- | ---- | ---- |
| 392  | 394  | 391  | 415  | 427  | -    | -    | -    | -    | -    |

## Festes i tradicions
- Festa Major: 1 d'agost, per Sant Feliu, amb 3 dies de celebració.
- Festa Petita: 20 de gener, per Sant Sebastià, se celebra el diumenge més proper al dia assenyalat.

## Altres
- L'any 1974 es funda el grup d'havaneres Les veus de Parlavà.
- L'any 1991, el poeta català Miquel Martí i Pol hi escriu Suite de Parlavà a casa del seu amic Lluís Llach.
- Des de l'any 2000 es publica semestralment El Montori.
- Hi funcionà una escola anomenada CEIP El Montori fins a l'any 2000.